# Poa deschampsioides
Poa deschampsioides là một loài thực vật có hoa trong họ Hòa thảo. Loài này được Ohwi miêu tả khoa học đầu tiên năm 1931.